# Cecilia Young
Cecilia Young   (Londres, gener 1712 - Londres, 6 d'octubre de 1789) també Cecilia Arne, va ser una de les més grans sopranos angleses del segle XVIII, esposa del compositor Thomas Arne i mare del compositor Michael Arne. Segons l'historiador de la música Charles Burney:
| «                 | tenia una bona veu natural i una sacsejada fina i havia estat tan ben ensenyada que el seu estil de cant era infinitament superior al de qualsevol altra dona anglesa del seu temps. | » |
| — Charles Burney, | |   |

Va formar part d'una coneguda família anglesa de músics que incloïa diversos cantants i organistes professionals. Young va tenir un gran èxit gràcies a la seva estreta associació amb George Frideric Handel. Va aparèixer en diversos dels seus oratoris i òperes, incloent les estrenes d'Ariodante (1735), Alcina (1735), Alexander's Feast (1736) i Saul (1739).

## Biografia
Vida primerenca, educació i carrera inicial
Cecilia Young, batejada el 7 de febrer de 1712, havia nascut a la coneguda família de músics Young. Tant el seu pare, Charles Young, com el seu germà, Anthony Young, eren coneguts organistes i compositors menors. Era la gran de quatre, i les germanes petites de Cecilia, Isabella i Esther, també van ser cantants d'èxit. Encara que el seu germà petit, Charles, era un empleat del Tresor i no un músic professional, les seves filles Isabella, Elizabeth i Polly van seguir els passos de les seves ties per convertir-se en cantants d'èxit.
Els primers estudis musicals de Young van ser guiats pel seu pare, però finalment es va convertir en alumna de Francesco Geminiani. Va debutar com a cantant professional en una sèrie de concerts durant el març de 1730. Va fer el seu debut a l'òpera dos anys més tard en una producció de John Frederick Lampe, el seu cunyat, i J. S. Smith. Va aparèixer en diverses més de les seves òperes durant els dos anys següents. A través de la seva associació amb Lampe, Young va conèixer el jove compositor i el seu futur marit Thomas Arne. Va aparèixer a la seva primera òpera, Rosamund, el 7 de març de 1733.
El 1734 Young va conèixer George Frideric Handel després que el compositor l'escoltés en concert. Impressionat amb la jove cantant, immediatament va decidir contractar-la per interpretar el paper de Dalinda a la seva propera òpera, Ariodante. L'obra es va estrenar al Covent Garden Theatre el 8 de gener de 1735 i l'actuació de Young, juntament amb la resta del repartiment, va ser rebuda amb entusiasme. Aquest va ser l'inici d'una fructífera associació entre Young i Handel que duraria durant la propera dècada. Va aparèixer en diverses de les seves produccions, com ara el paper de Morgana a l'estrena mundial d'Alcina (1735) i a les estrenes mundials dels oratoris Alexander's Feast (1736) i Saul (1739). També va cantar el paper principal a la primera interpretació londinenca d'Athalia i va aparèixer en diverses revivals de les obres dels compositors durant la dècada de 1740.

## Mitjana vida i carrera
El 1736, Young va tenir una relació sentimental amb el compositor Thomas Arne. El seu pare, però, es va oposar al seu casament, ja que Arne era catòlic romà i no seguia els ensenyaments de l'Església d'Anglaterra. En contra de la voluntat del seu pare, Cecile Young es va casar amb Arne el 15 de març de 1737. Després del seu matrimoni, va aparèixer en diverses de les produccions escèniques del seu marit, com ara les immensament populars mascarades Comus (1738), Alfred (1740) i The Judgment of Paris (1742). El cant de Young i les seves fortes habilitats d'actuació es van convertir en actius indispensables per al seu marit i ella va contribuir enormement als seus primers èxits duradors.
A finals de 1740 o principis de 1741, Young va donar a llum al seu únic fill, Michael Arne, que es convertiria en compositor. Fins a aquest moment, la carrera de Young s'havia limitat gairebé exclusivament a Londres. Tanmateix, això va canviar quan la seva cunyada i celebrada actriu i cantant Susannah Arne es va traslladar a Dublín el desembre de 1741 per evitar l'escàndol que envoltava el seu recent matrimoni fallit amb l'actor Theophilus Cibber. Susannah va començar a actuar a Dublín amb Händel a la primavera de 1742. Va cantar sobretot els solos de contralt a la primera interpretació d'El Messies de Händel el 13 d'abril. El seu èxit va inspirar Thomas Arne i Cecilia a provar sort a Dublín i aviat hi van arribar, juntament amb el tenor Thomas Lowe, el juny següent. Els Arne es van quedar dues temporades a Dublín i van posar en escena diversos oratoris de Händel a més de diverses obres de Thomas. Young va cantar en la majoria d'aquests concerts, inclosa l'estrena del primer oratori del seu marit The Death of Abel al Smock Alley Theatre de Dublín el 18 de febrer de 1744. Young també va oferir un concert en solitari a Dublín aquell any i va ser rebuda amb entusiasme.

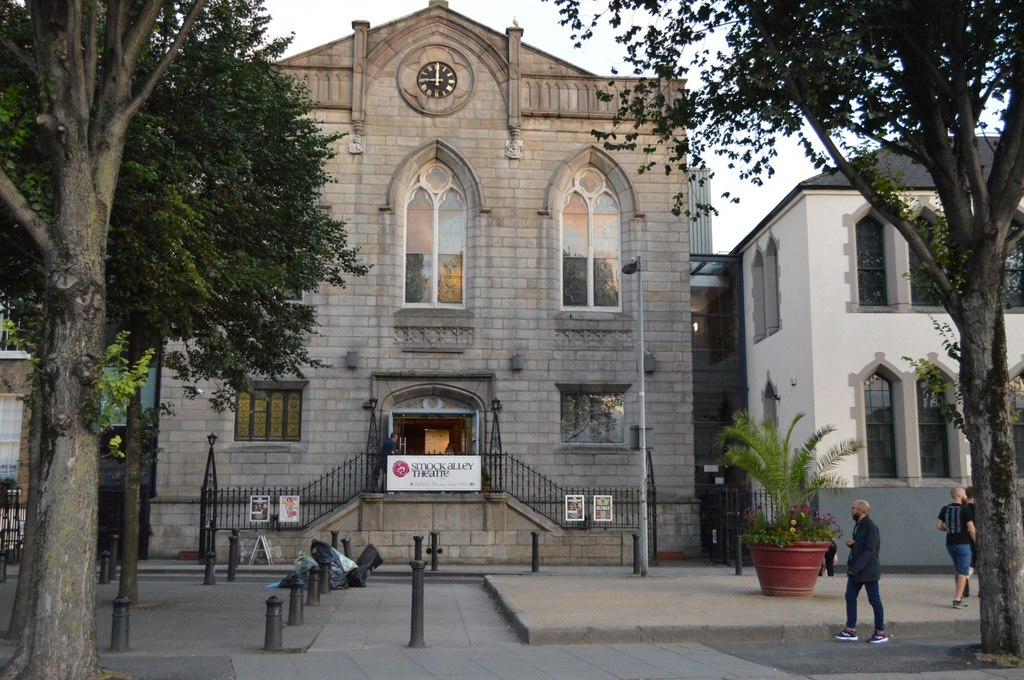
L'actual Smock Alley Theatre, sobre l'antic Theatre Royal de Dublín

Els Arnes van tornar a Londres l'agost de 1744. Poc després, Thomas Arne va començar una llarga i fructífera associació amb concerts als jardins de plaer de Londres, quan la interpretació vocal es va convertir en una de les formes habituals d'entreteniment. Es va convertir en el compositor oficial designat per a Vauxhall el 1745 i també va presentar material als jardins de Marylebone i Ranelagh. Cecile Young va actuar en molts d'aquests concerts el 1745 i el 1746, inclosos Colin i Phoebe, que, segons Charles Burney, van ser "constantment repetits cada nit durant més de tres mesos".

## Vida i carrera posteriors
L'any 1746 Young va començar a experimentar problemes de salut intermitents que l'afectarien durant la resta de la vida. Com a resultat d'això, les seves aparicions cantant es van fer molt menys freqüents i només va aparèixer en un grapat de papers escènics durant la dècada següent, l'últim com a Britannia a Eliza, d'Arne, el 1754. El programa de concerts també va ser reduït, amb les seves úniques aparicions notables. una temporada de concerts d'hivern de 1748 a Dublín amb els Lampes, on va cantar el paper de Galatea a Acis and Galatea, de Händel, i uns quants concerts intermitents a Londres entre 1747 i 1754. Per agreujar els seus problemes, el matrimoni de Young era cada cop més infeliç. L'any 1755 la parella va tornar a Dublín per fer actuacions al Smock Alley Theatre i mentre eren allà el matrimoni es va trencar. Thomas Arne va sol·licitar la separació legal al·legant que estava malalt mental. Va acceptar mantenir-la amb 40 lliures a l'any, tot i que el 1758 la seva amiga, la senyora Delany, va escriure que estava "molt humiliada", ensenyant cant a Downpatrick: "Ha estat molt utilitzada per un mal marit i va patir fins quasi morir de gana, si ella no s'hagués trobat amb gent benèvola". No obstant això, altres fonts indiquen que va rebre una quantitat raonable de diners de les vendes de col·leccions publicades de la seva música.
Young va tornar a Londres amb la seva neboda Polly el 1762. Només va fer una altra actuació pública coneguda, apareixent en un concert benèfic per a Polly i el seu marit, el compositor François-Hippolyte Barthélémon, el 1774. Es va reconciliar amb el seu marit poc abans de la seva mort el 1778, però va viure amb Polly i François fins a la seva mort, a Londres, el 1789.